# Joseph Pougnet
Pour les articles homonymes, voir Pougnet.
Joseph Guillaume Pougnet, né le 6 mars 1829 à Avignon et mort en 1892, est un prêtre catholique et architecte autodidacte français, actif dans la seconde moitié du XIXe siècle. Il est principalement connu pour ses réalisations d’architecture religieuse dans le sud-est de la France et en Afrique du Nord, ainsi que pour son intérêt pour la liturgie et le chant sacré. Il s’est distingué par un style néo-médiéval inspiré de l’architecture monastique du XIIe siècle,.

## Biographie

### Formation et premières années (1829–1847)

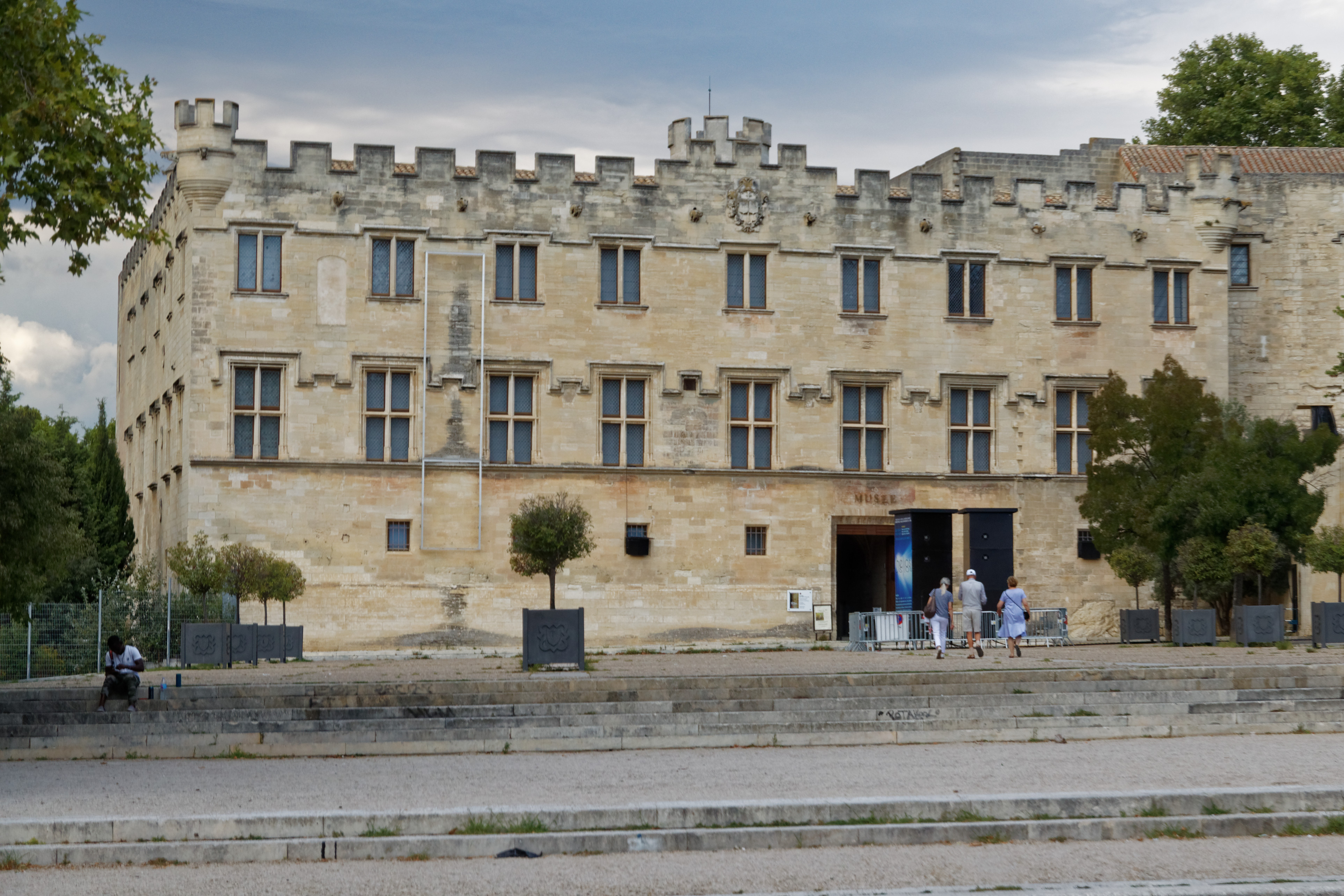
Petit Palais d'Avignon, servant de petit séminaire de 1826 aux années 1970

Joseph Pougnet naît à Avignon dans une famille artisanale. Son père, doreur d’art, avait travaillé à la décoration du trône des Tuileries à Paris sous la Restauration avant de s’établir dans sa ville natale. Le jeune Joseph est éduqué dans des institutions religieuses : Frères des écoles chrétiennes, puis petit séminaire d’Avignon, où il se montre studieux, discret, et attiré par les formes religieuses, notamment le chant et les constructions d’églises. Il poursuit sa formation au collège Sainte-Croix d'Aix-en-Provence, où il termine ses études classiques et exerce brièvement comme professeur.
Durant cette période, il développe un intérêt personnel pour l’architecture religieuse, qu’il étudie de manière autodidacte à travers dessins, relevés, et lectures.

### Séminaire et premières responsabilités (1847–1859)

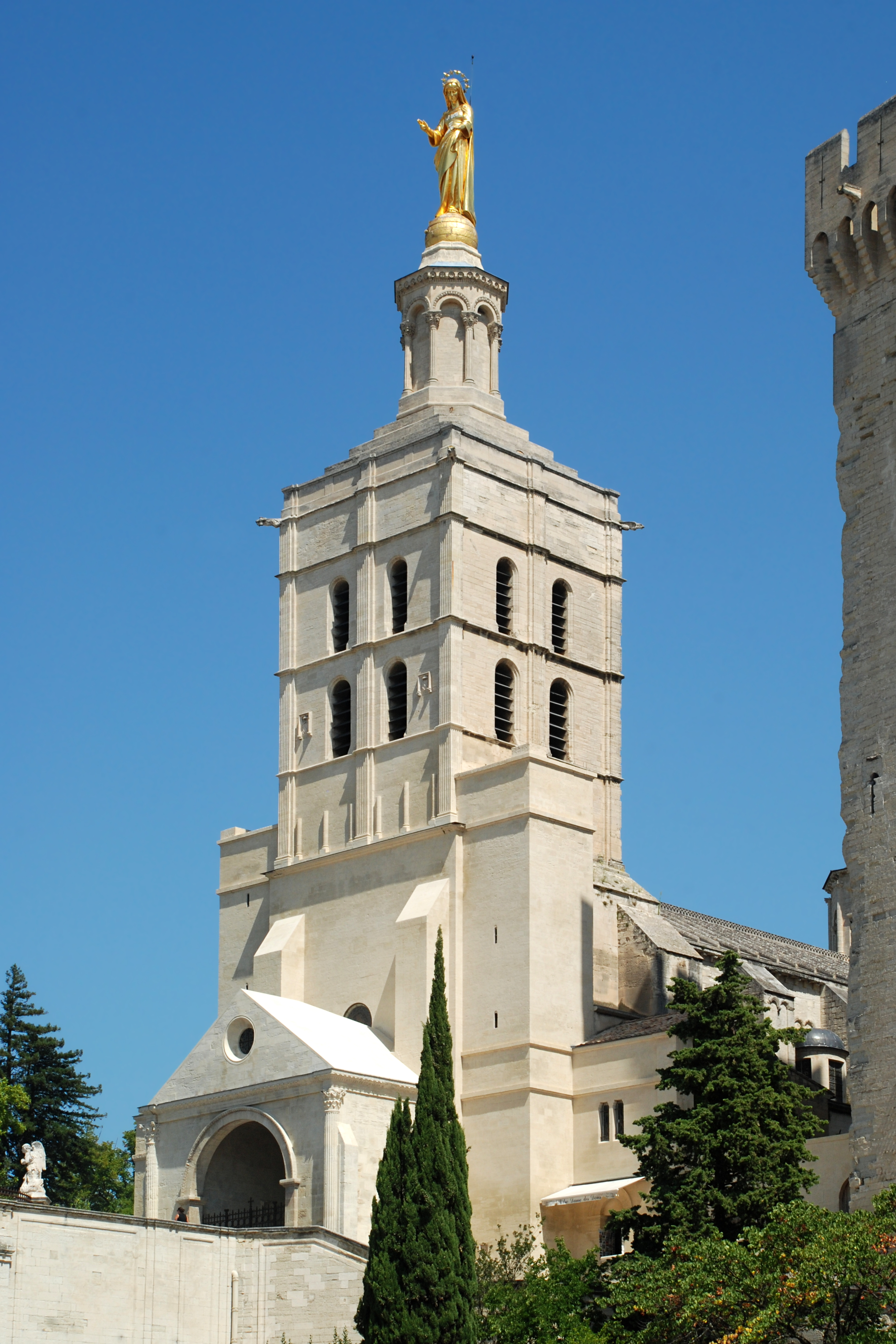
Notre-Dame-des-Doms

Il entre au grand séminaire d’Avignon en 1847. Interrompant sa formation cléricale en 1851, il exerce divers rôles liés à l’enseignement et à la documentation : professeur à la maîtrise de la cathédrale, secrétaire de l’Œuvre des bibliothèques paroissiales et rédacteur à la Revue des Bibliothèques. Il y publie plusieurs articles touchant à l’archéologie religieuse et à l’histoire locale.
Ordonné prêtre en 1859, il est nommé peu après cérémoniaire à la cathédrale Notre-Dame des Doms, poste qu’il occupe durant plus de vingt ans. Il y manifeste une grande rigueur dans la mise en œuvre du cérémonial liturgique, et se fait remarquer pour son attachement à la précision rituelle.

### Débuts en architecture (1856–1863)
C’est à la suite d’un concours de circonstances qu’il est amené à intervenir dans des projets de construction. En 1856, alors qu’une chapelle est endommagée par une inondation à Avignon, ses propositions d’aménagement sont retenues et jugées plus efficaces que celles de l’entrepreneur initial. Ce premier succès lui permet de devenir un référent local pour les projets de construction ou de transformation d’édifices religieux, notamment dans des communautés féminines.
Ses premières œuvres incluent :
- La chapelle des sœurs de Saint-Charles (Avignon)
- Le couvent des sœurs de Saint-François (quartier du Portail Magnanen)
- Divers projets liés au petit et grand séminaire d’Avignon

Ses plans sont appréciés pour leur rationalité fonctionnelle, leur adaptation aux usages communautaires, et leur respect du budget.

### Activité architecturale en Provence (1863–1880)
À partir des années 1860, son activité se diversifie et gagne en ampleur. Il devient l’un des principaux architectes religieux de la région, bien que n’étant pas diplômé. Il est consulté pour de nombreux projets, parfois à la suite de concours ou de sollicitations personnelles.

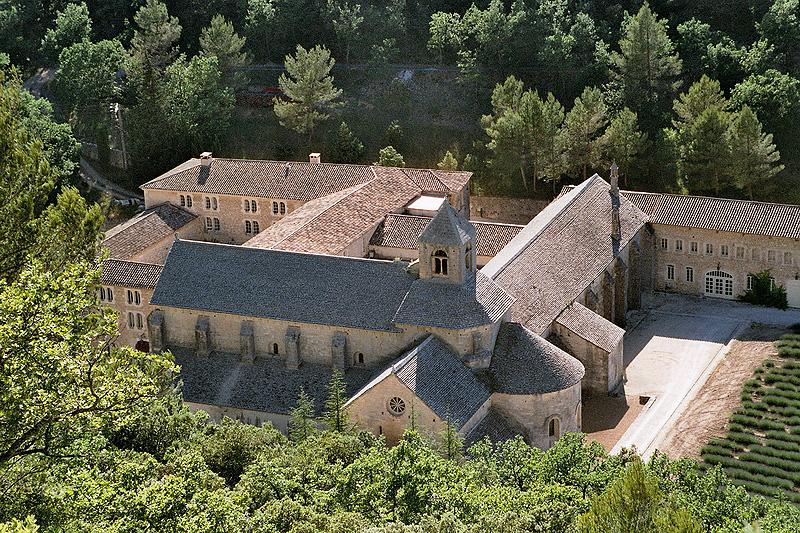
Abbaye de Sénanque

#### Réalisations notables
- 1857–1863 : Restauration de l’abbaye de Sénanque : l’un de ses chantiers les plus importants, où il dirige la réhabilitation de bâtiments conventuels, avec une attention particulière à l’intégration stylistique
- 1858 : Chapelle des dominicains de Carpentras[3]
- 1861 : Restauration de la cathédrale Notre-Dame-et-Saint-Véran de Cavaillon[4]
- 1863–1872 : Église abbatiale de Saint-Michel de Frigolet : Pougnet conçoit une grande église néo-gothique intégrant une chapelle préexistante, pour une communauté des Prémontrés récemment réinstallée
- 1868-1872 : Église paroissiale du Sacré-Coeur de Castellane[5]
- 1880–1882 : Église paroissiale Notre-Dame de l’Observance de Carpentras, où il intervient sur une reconstruction partielle dans un style gothique tardif[6]

Il collabore aussi avec les Pères Jésuites pour deux chapelles successives à Avignon, dont la seconde, dédiée au Sacré-Cœur, est inaugurée en 1867.
Son style s’inscrit dans une esthétique néo-médiévale, marquée par une préférence pour les lignes simples, les voûtes en berceau, et une recherche de lisibilité liturgique.

### Travaux en Afrique du Nord (1881–1892)

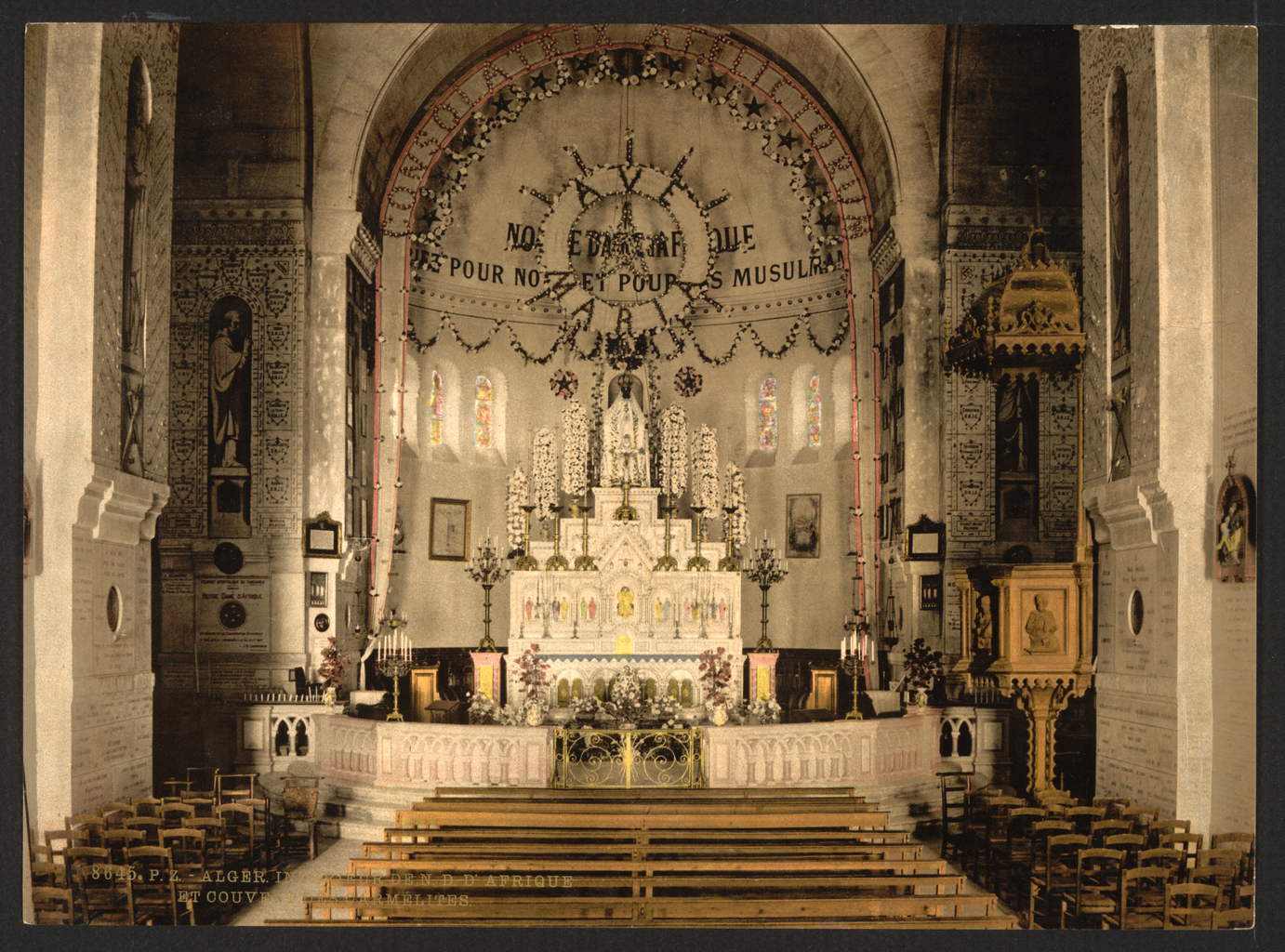
Intérieur de la Basilique Notre-Dame-d'Afrique, le décors et le mobilier liturgique sont de l'abbé Pougnet

Dans les années 1880, il est sollicité pour des projets religieux en Algérie et en Tunisie. Il travaille avec les Pères Blancs (notamment Léon Livinhac), et les Jésuites. Ses interventions touchent des sites à Jérusalem, Carthage, Hippone, Bethléem, ou Alger.
Son travail dans ces territoires, à une époque de forte expansion missionnaire française, s’inscrit dans un contexte de colonisation religieuse. Il y applique les mêmes principes qu’en Provence : économie des moyens, lisibilité des espaces, inspiration liturgique.
Il rédige également un récit de voyage en Terre Sainte, resté manuscrit.

## Réception et postérité

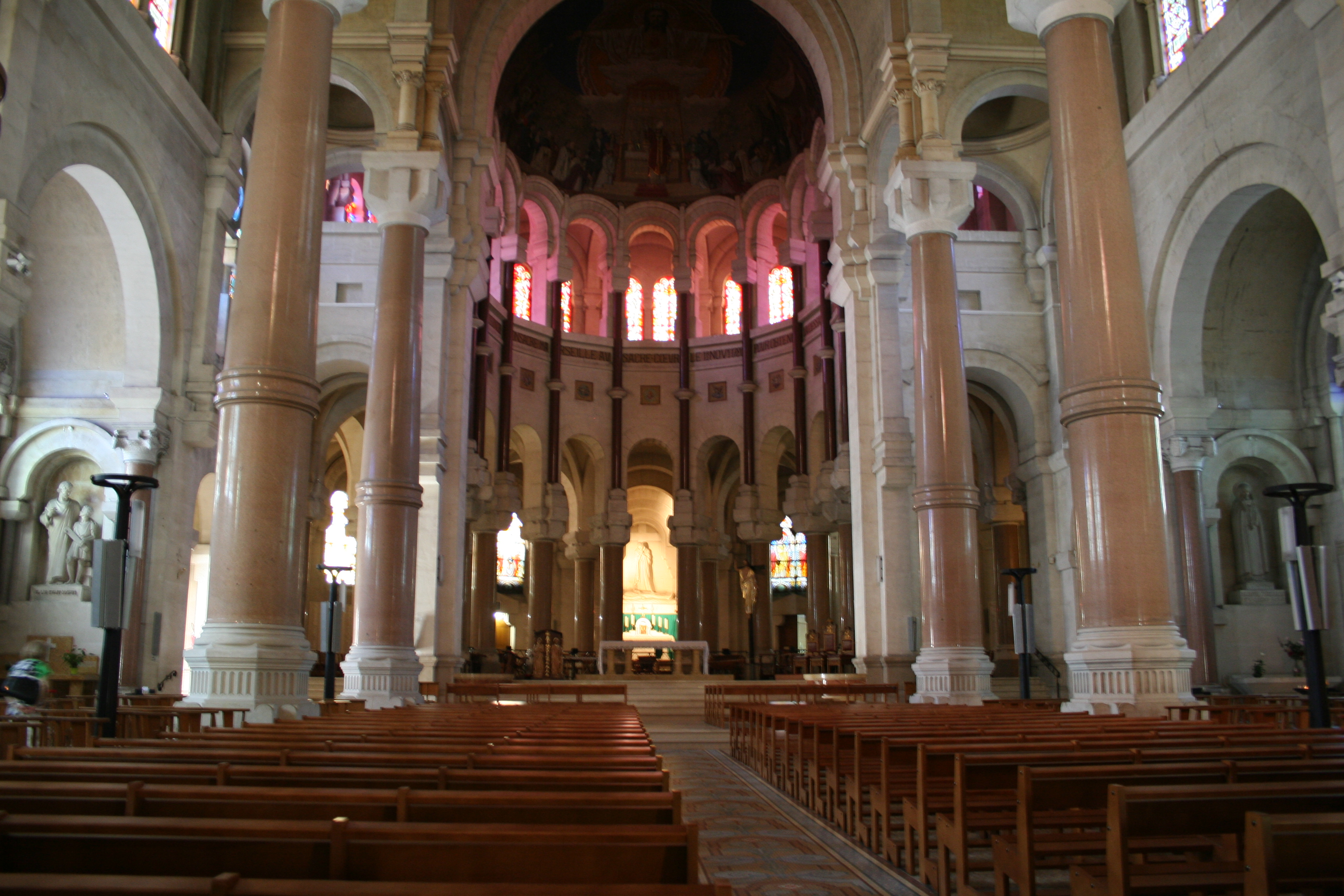
Basilique du Sacré-Coeur de Marseille, Théodore Dupoux

Bien qu’il ne soit pas membre du corps des architectes diocésains, Pougnet est reconnu par ses contemporains comme un technicien compétent, capable de concilier les attentes spirituelles, les contraintes liturgiques, et les réalités économiques. Sa formation exclusivement autodidacte, atypique à cette époque, ne semble pas avoir nui à sa réputation locale.
Il forme quelques élèves, dont Théodore Dupoux, qui poursuivront son approche.
Son œuvre s’inscrit dans le mouvement de renouveau liturgique et patrimonial du XIXe siècle, à une époque où l’architecture religieuse devient un enjeu symbolique de la reconquête catholique de l’espace public post-révolutionnaire.

## Publications
- Restauration de l'église cathédrale de Cavaillon, F. Seguin aîné, Avignon, 1861(Lire en ligne)
- Étude analytique sur l'architecture religieuse de la Provence au moyen âge, Remondet-Aubin, 1867[8]

## Galerie

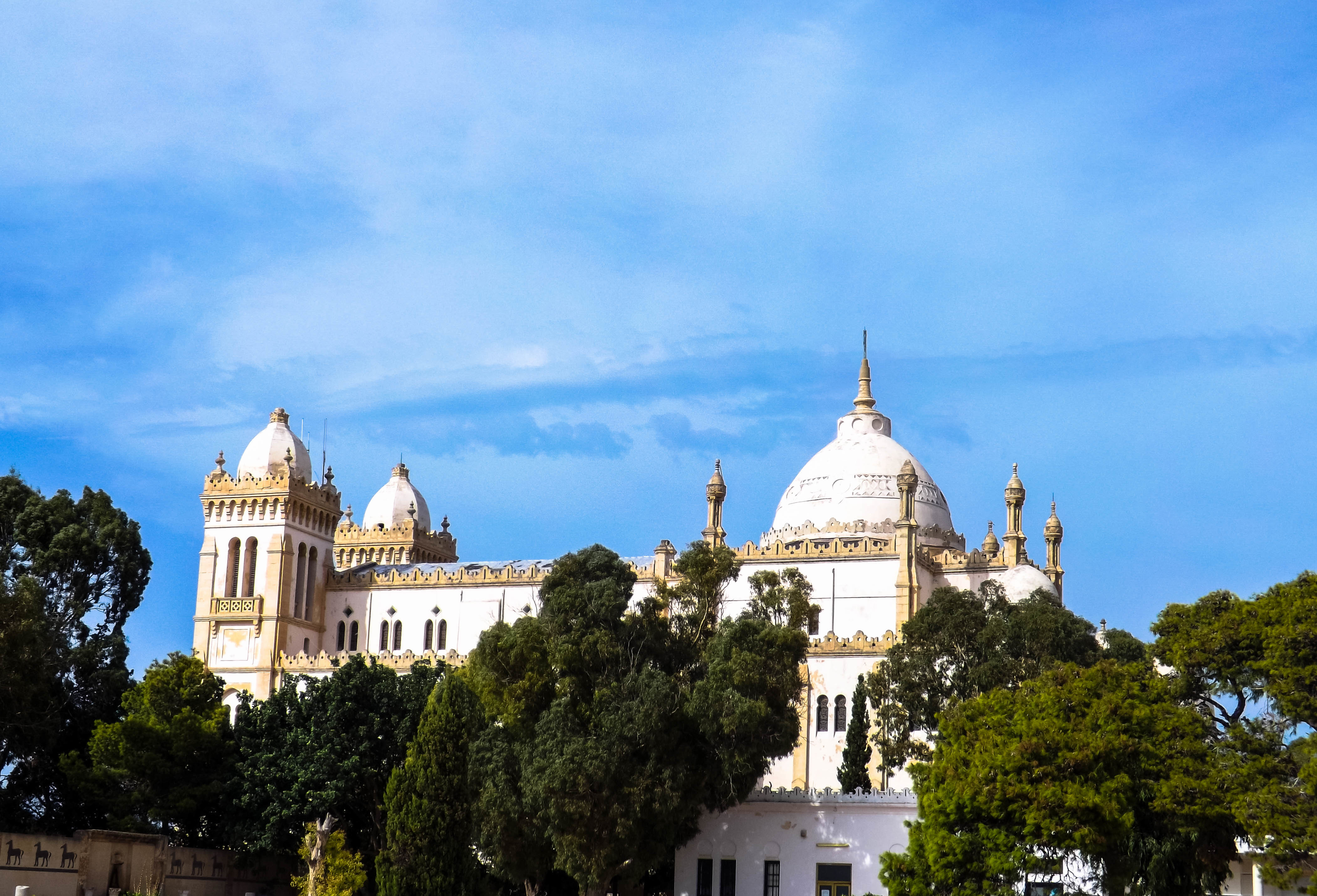
Cathédrale Saint-Louis de Carthage
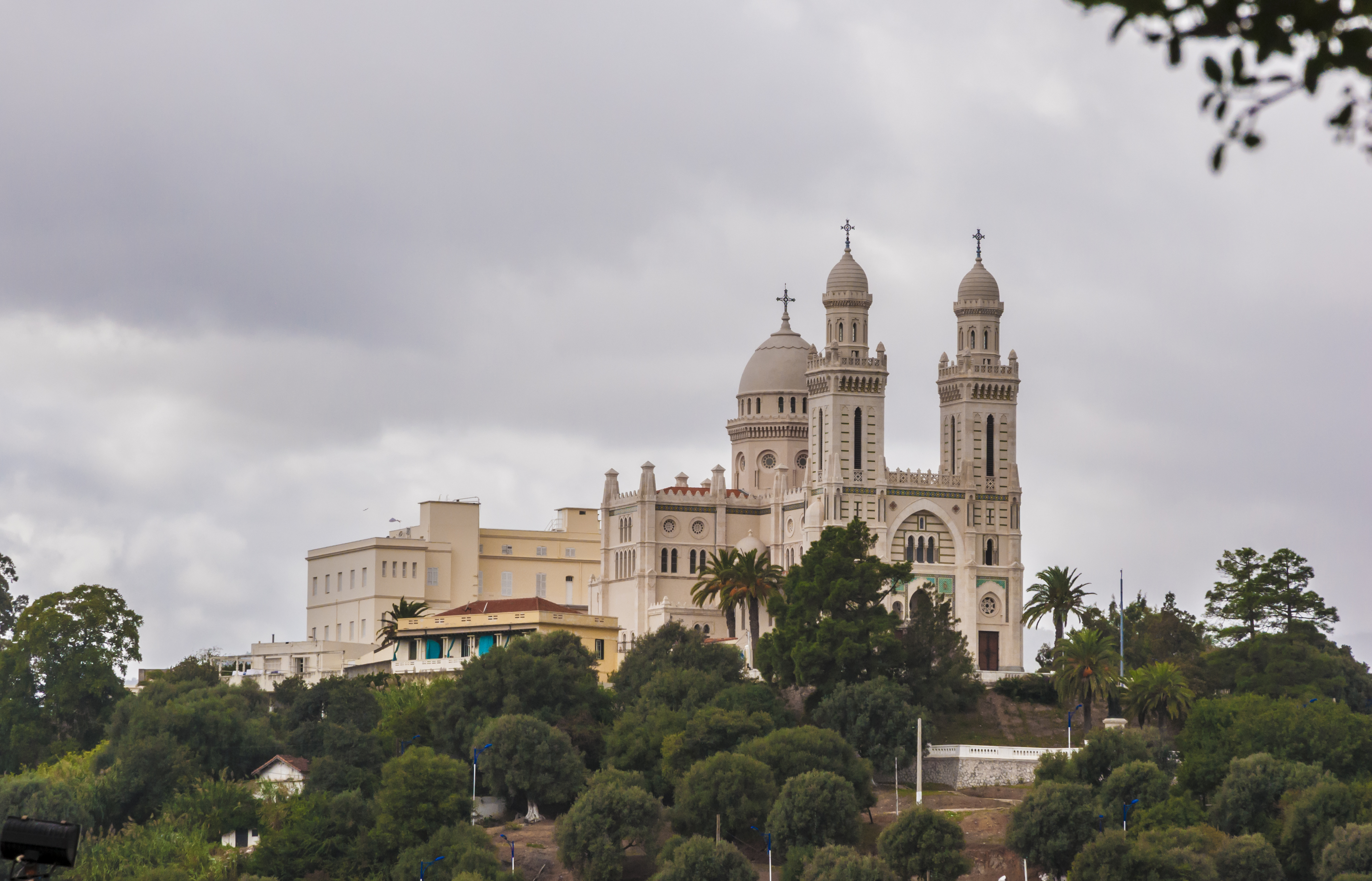
Basilique Saint-Augustin d'Annaba
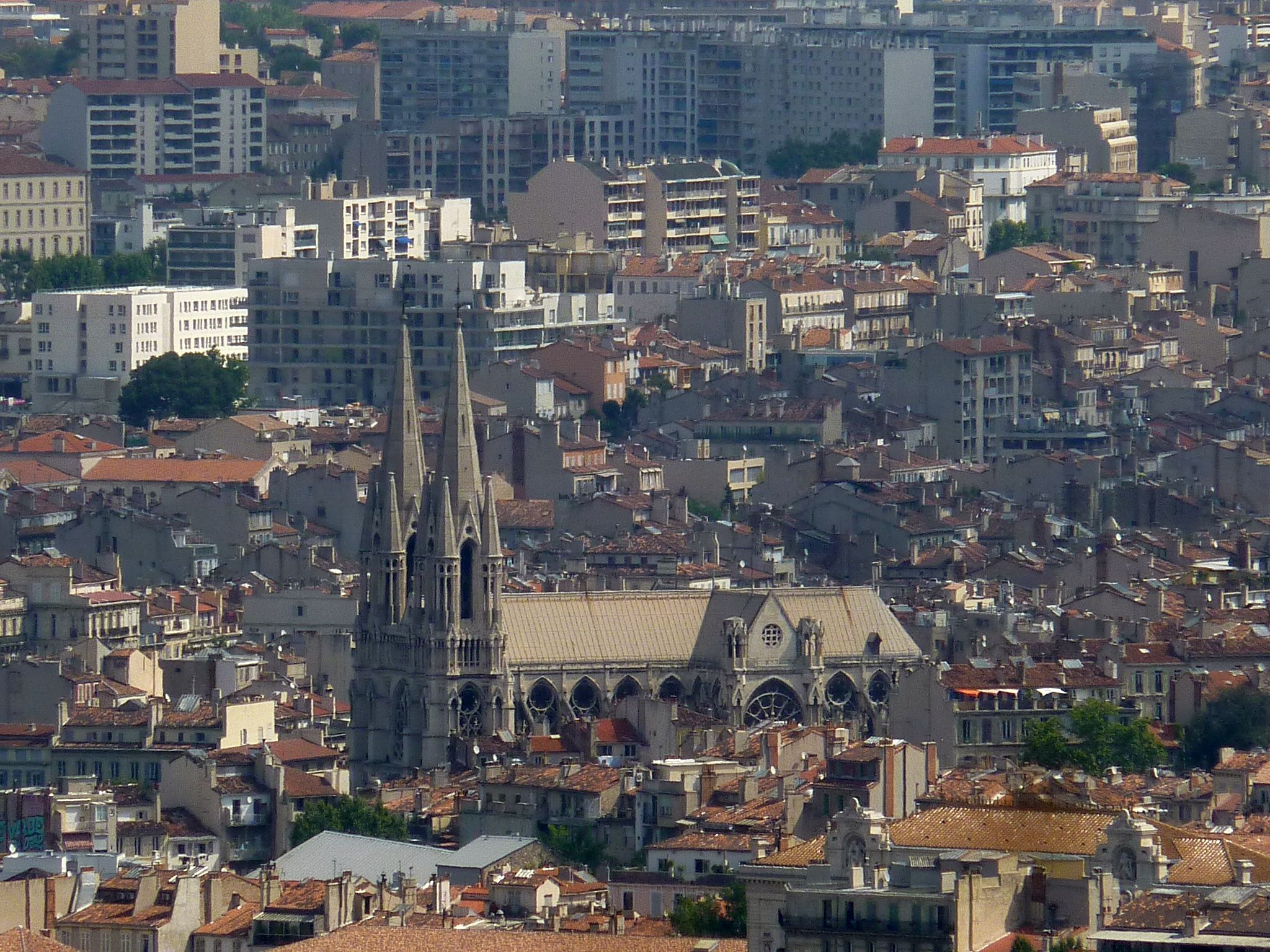
Église Saint-Vincent-de-Paul de Marseille
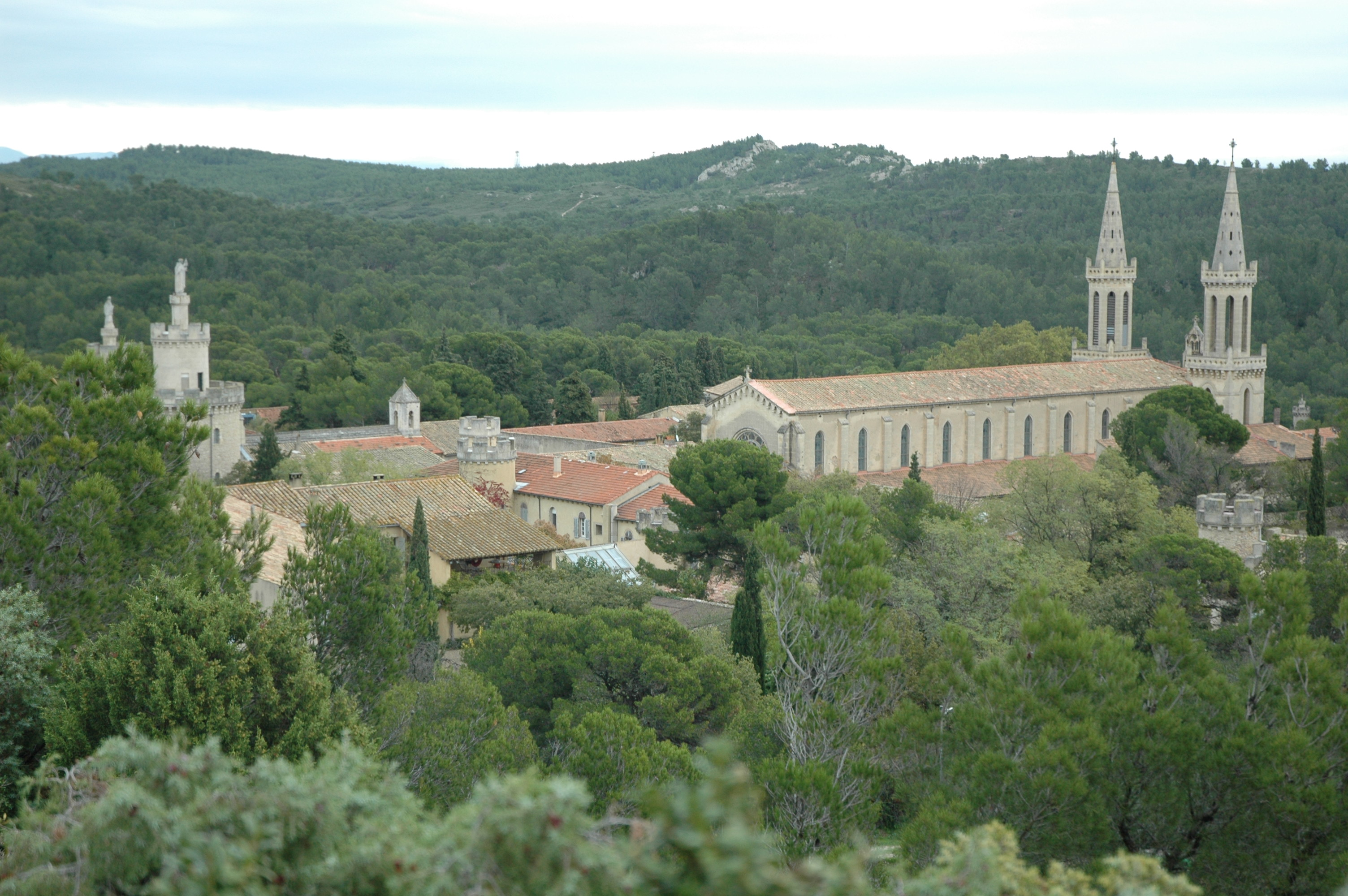
Abbaye Saint-Michel-de-Frigolet